# Auslandsreisen von Papst Franziskus

Auslandsreisen von Papst Franziskus

Dieser Artikel enthält eine chronologisch geordnete Liste der Auslandsreisen von Papst Franziskus mit seinen wichtigsten Zielen und Aussagen. Papst Franziskus absolvierte während seiner Amtszeit 49 apostolische Reisen in das außeritalienische Ausland sowie eine Reihe von Pastoralreisen innerhalb Italiens.

## Apostolische Reisen in das außeritalienische Ausland
|    | Ziel                                               | Datum                              | Anlass / Besuchte Orte |
| -- | -------------------------------------------------- | ---------------------------------- | --- |
| 1  | Brasilien                                          | 22. Juli – 28. Juli 2013           | Apostolische Reise nach Rio de Janeiro anlässlich des XXVIII. Weltjugendtages |
| 2  | Jordanien, Palästina, Israel                       | 24. Mai – 26. Mai 2014             | Apostolische Reise nach Amman, Bethlehem und Jerusalem zur Erinnerung an das Treffen von Papst Paul VI. mit dem orthodoxen Ökumenischen Patriarchen von Konstantinopel Athinagoras 50 Jahre zuvor und zur Vertiefung des damals begonnenen „Dialoges der Liebe“ mit dessen Nachfolger Bartholomäus I. Einladung an Mahmud Abbas und Shimon Peres zum Friedensgebet im Vatikan. |
| 3  | Südkorea                                           | 14. August – 18. August 2014       | Apostolische Reise nach Seoul und Taejon aus Anlass des sechsten Asiatischen Jugendtages und zur Würdigung von koreanischen Märtyrern |
| 4  | Albanien                                           | 21. September 2014                 | Tagesreise nach Tirana; Besuch von Diktaturopfern, Bitte um Frieden der Religionen |
| 5  | Frankreich                                         | 25. November 2014                  | Tagesreise nach Straßburg zum Besuch des Europäischen Parlaments und des Europarates |
| 6  | Türkei                                             | 28. November – 30. November 2014   | Treffen mit dem türkischen Präsidenten Recep Tayyip Erdoğan, diverse Themen |
| 7  | Sri Lanka, Philippinen                             | 12. Januar – 19. Januar 2015       | Colombo: Heiligsprechung des Missionars Joseph Vaz, Friedensgebet mit Tamilen und Singhalesen; Messe zum Gedenken an Taifun in Tacloban; Messe in Manila |
| 8  | Bosnien und Herzegowina                            | 6. Juni 2015                       | Tagesreise nach Sarajevo als „Pilger für den Frieden“ mit der Bitte um Frieden zwischen den Religionen; Heilige Messe im Olympiastadion Sarajevo |
| 9  | Ecuador, Bolivien, Paraguay                        | 5. Juli – 13. Juli 2015            | Quito, La Paz, Santa Cruz de la Sierra, Asunción: Umweltschutz im bedrohten Nationalpark Yasuní, Stärkung der Rechte der Ureinwohner und Entschuldigung für Vergehen der katholischen Kirche an der indigenen Bevölkerung Südamerikas, Würdigung der Rolle der Frau beim Aufbau der paraguayischen Gesellschaft, weitere Themen |
| 10 | Kuba, Vereinigte Staaten                           | 19. September – 27. September 2015 | Havanna, Holguín, Santiago de Cuba: Würdigung der Entspannung in den diplomatischen Beziehungen zwischen beiden Ländern, bei der der Vatikan eine Vermittlerrolle innehatte; Stärkung des katholischen Glaubens auf Kuba; weitere Themen Washington, D.C., New York, Philadelphia: Treffen mit US-Präsident Barack Obama im Weißen Haus mit Besprechung der Themen Migration, Klimawandel, Armut und Menschenrechte; Heiligsprechung des Franziskanerpaters Junípero Serra in der Basilika der Unbefleckten Empfängnis, Rede vor dem US-Kongress, Eröffnung des UN-Nachhaltigkeitsgipfels, Rede auf dem Weltfamilientag                                                      |
| 11 | Kenia, Uganda, Zentralafrikanische Republik        | 25. November – 30. November 2015   | Nairobi: Aufforderung an die Regierung, mehr zur Bekämpfung von Armut und Ungleichheit zu tun sowie eine integere und transparente Einsetzung für das Allgemeinwohl; Ansprache am Sitz des Umweltprogramms der Vereinten Nationen (UNEP) Entebbe: Mahnung an die Führung Ugandas, für eine Sicherstellung der gerechten Verteilung von Gütern zu sorgen Bangui: Aufruf zu Toleranz und Vergebung vor dem Hintergrund der anhaltenden Gewalt, Eröffnung des Heiligen Jahres der Versöhnung und Vergebung |
| 12 | Kuba, Mexiko                                       | 12. Februar – 18. Februar 2016     | Havanna: Treffen mit dem russisch-orthodoxen Patriarchen Kyrill I. Mexiko-Stadt, San Cristóbal de las Casas, Ciudad Juárez: Aufforderung an Mexikos Kirche zum Kampf gegen die Drogenkartelle, Bitte um Verzeihung der Unterdrückung der Ureinwohner, Abschlussmesse: Erinnerung an Armutsmigranten an der Grenze zur USA |
| 13 | Griechenland                                       | 16. April 2016                     | Tagesreise nach Mytilini auf der Insel Lesbos; Besuch des Flüchtlingslagers Moria zusammen mit dem Ökumenischen Patriarchen von Konstantinopel, Bartholomaios I., und dem griechisch-orthodoxen Erzbischof Hieronymos II. Auf dem Rückflug nahm der Papst zwölf syrische Flüchtlinge mit an Bord, um sie im Vatikan zu beherbergen. |
| 14 | Armenien                                           | 24. Juni – 26. Juni 2016           | Begegnung mit Karekin II. Nersissian, dem Katholikos der Armenischen Apostolischen Kirche, mit Grégoire Ghabroyan ICPB, dem Patriarchen der Armenisch-Katholischen Kirche, und mit Staatspräsident Sersch Sargsjan; Besuch der Gedenkstätte in Zizernakaberd und Gedenken an den Völkermord an den Armeniern; Teilnahme an der Feier der Göttliche Liturgie in der Kathedrale von Etschmiadsin und Besuch des Klosters Chor Virap unweit des Berges Ararat. |
| 15 | Polen                                              | 27. Juli – 31. Juli 2016           | Rede im Ehrenhof des Krakauer Königsschlosses Wawel. Treffen mit Präsident Duda. Treffen der polnischen Bischöfe in der Wawel-Kathedrale. Besuch des Marienheiligtums in Tschenstochau. Treffen von Jugendlichen zum XXXI. Weltjugendtag in Krakau im Błonia-Park. Besuch der früheren Konzentrations- bzw. Vernichtungslager Auschwitz/Stammlager und Auschwitz-Birkenau. Besuch eines Kinderkrankenhaus in Krakau. Besuch der Heiligen Pforte an der Wallfahrtskirche der göttlichen Barmherzigkeit in Krakau-Łagiewniki. Treffen mit Priestern, Seminaristen und Ordensleuten. Gebetsvigil auf dem „Campus Misericordiae“ für die Weltjugendtage und Messe zum Abschluss. |
| 16 | Georgien, Aserbaidschan                            | 30. September – 2. Oktober 2016    | Tiflis, Mtseka: Treffen mit staatlichen Vertretern, Appell, ethnische Vielfalt als Bereicherung der Region wahrzunehmen, Treffen mit Patriarch Ilia II.: Erhaltung des Bandes der Brüderlichkeit mit der orthodoxen Kirche Baku: Messe in der einzigen Kirche des Landes, Treffen mit der Staatsführung mit Appell der Politik mit Augenmaß und Respekt für Andersdenkende, großes interreligiöses Treffen mit dem Scheich und Repräsentanten anderer Religionen |
| 17 | Schweden                                           | 31. Oktober – 1. November 2016     | Lund: Gemeinsamer Gottesdienst mit dem Lutherischen Weltbund aus Anlass von 500 Jahren Reformation mit dem Aufruf, Gemeinsamkeiten der Religionen mehr in den Vordergrund zu stellen; Treffen mit dem schwedischen Königspaar |
| 18 | Ägypten                                            | 28. April – 29. April 2017         | Kairo: Vertiefung des Dialoges mit den Muslimen, Voranbringen der Ökumene mit den koptisch-orthodoxen Christen, Treffen mit Ägyptens Präsident as-Sisi und mit dem Oberhaupt der Kopten, Papst Tawadros II. |
| 19 | Portugal                                           | 12. Mai – 13. Mai 2017             | Besuch in Fátima zum 100. Jahrestag der Marienerscheinungen |
| 20 | Kolumbien                                          | 6. September – 11. September 2017  | Bogotá: Unterstützung des Prozesses der Aussöhnung zwischen Regierung und Rebellen der FARC, Treffen mit Kolumbiens Präsident Juan Manuel Santos Villavicencio: Gedenken an Opfer von Naturkatastrophen Medellín: Heilige Messe unter dem Tagesmotto Das christliche Leben als Jüngerschaft Cartagena: Segnung der Grundsteine für ein Obdachlosen- und Mädchenheim |
| 21 | Myanmar, Bangladesch                               | 27. November – 2. Dezember 2017    | Yangon: Heilige Messe, Treffen mit Vertretern anderer Religionen, Treffen mit Armeechef Min Aung Hlaing Naypyidaw: Mahnung zur Achtung der Menschenrechte sowie zur Gerechtigkeit mit allen ethnischen Gruppen, Treffen mit Staatspräsident Htin Kyaw, Treffen mit Staatsberaterin Aung San Suu Kyi und Erörterung der Lage in Rakhine Dhaka: Heilige Messe mit Priesterweihe, interreligiöser Dialog mit muslimischen Flüchtlingen der Rohingya aus Myanmar |
| 22 | Chile, Peru                                        | 15. Januar – 21. Januar 2018       | in Chile: Besuche in Santiago, Temuco und Iquique; in Peru: Besuche in Lima, Puerto Maldonado und Trujillo |
| 23 | Schweiz                                            | 21. Juni 2018                      | Begegnung mit dem Weltkirchenrat in Genf, Heilige Messe in der Palexpo-Halle |
| 24 | Irland                                             | 25. August – 26. August 2018       | Reise nach Dublin anlässlich des Weltfamilientreffens |
| 25 | Litauen, Lettland, Estland                         | 22. September – 25. September 2018 | Besuche in Vilnius, Kaunas, Riga, Aglona und Tallinn |
| 26 | Panama                                             | 23. Januar – 27. Januar 2019       | Apostolische Reise nach Panama-Stadt anlässlich des XXXIV. Weltjugendtages |
| 27 | Vereinigte Arabische Emirate                       | 3. Februar – 5. Februar 2019       | Besuch in Abu Dhabi, Teilnahme am International Interfaith Meeting on „Human Fraternity“ |
| 28 | Marokko                                            | 30. März – 31. März 2019           | Besuch von Rabat |
| 29 | Bulgarien, Nordmazedonien                          | 5. Mai – 7. Mai 2019               | Besuch von Sofia, Rakowski und Skopje |
| 30 | Rumänien                                           | 31. Mai – 2. Juni 2019             | Besuch von Bukarest, Iași, Blaj und im Marienheiligtum Șumuleu Ciuc |
| 31 | Mosambik, Madagaskar und Mauritius                 | 4. September – 10. September 2019  | Besuch von Maputo, Antananarivo, Port Louis |
| 32 | Thailand und Japan                                 | 19. November – 26. November 2019   | Besuch verschiedener Orte in Thailand und von Tokio, Nagasaki und Hiroshima |
| 33 | Irak                                               | 5. März – 8. März 2021             | Besuch von Bagdad, Nadschaf, Nasiriya, Erbil, Mossul und Baghdida. Erste Reise eines Papstes in den Irak. |
| 34 | Ungarn                                             | 12. September 2021                 | Abschlussmesse des 52. Internationalen Eucharistischen Kongresses in Budapest |
| 35 | Slowakei                                           | 12. September – 15. September 2021 | Besuch in Bratislava, Prešov, Košice und Šaštin |
| 36 | Griechenland und Zypern                            | 2. Dezember – 6. Dezember 2021     | Besuch in Nikosia, in Athen und auf Lesbos |
| 37 | Malta                                              | 2. April – 3. April 2022           | Apostolische Reise nach Malta und Gozo |
| 38 | Kanada                                             | 24. Juli – 30. Juli 2022           | Besuch in Maskwacis, Edmonton, Québec und Iqaluit |
| 39 | Kasachstan                                         | 13. September – 15. September 2022 | Besuch des Weltkongresses der Religionen |
| 40 | Bahrain                                            | 3. November – 6. November 2022     | Besuch der Kathedrale Unserer Lieben Frau von Arabien |
| 41 | Demokratische Republik Kongo                       | 1. Februar – 3. Februar 2023       | Apostolische Reise in die Demokratische Republik Kongo und die Stadt Kinshasa |
| 42 | Südsudan                                           | 3. Februar – 5. Februar 2023       | Gemeinsam mit dem Erzbischof von Canterbury und dem Vorsitzenden der Generalversammlung der Kirche von Schottland unternahm der Heilige Vater eine Ökumenische Friedenswallfahrt in den Südsudan und reiste nach Juba |
| 43 | Ungarn                                             | 28. April – 30. April 2023         | Besuch in Budapest |
| 44 | Portugal                                           | 2. August – 6. August 2023         | Lissabon (Weltjugendtag 2023) und Fátima (Kurzbesuch) |
| 45 | Mongolei                                           | 31. August – 4. September 2023     | Apostolische Reise |
| 46 | Frankreich                                         | 22. September – 23. September 2023 | Pastoralreise anlässlich des Abschlusses der Rencontres Méditerranéennes (Mittelmeertreffen) in Marseille |
| 47 | Indonesien, Papua-Neuguinea, Osttimor und Singapur | 2. September – 13. September 2024  | Apostolische Reise. Während des Besuchs in Osttimor gab der Papst eine Messe vor etwa 600.000 Menschen. |
| 48 | Luxemburg und Belgien                              | 26. September – 29. September 2024 | Apostolische Reise anlässlich des 600. Jahrestags der Gründung der Katholischen Universität Löwen |
| 49 | Frankreich                                         | 15. Dezember 2024                  | Teilnahme am Abschluss des Kongresses über die Volksfrömmigkeit im Mittelmeerraum in Ajaccio |

## Pastoral- und Staatsbesuche innerhalb Italiens und San Marinos
|    | Ziel                                         | Datum                            | Anlass |
| -- | -------------------------------------------- | -------------------------------- | --- |
| 1  | Lampedusa, Sizilien                          | 8. Juli 2013                     | Besuch auf der Flüchtlingsinsel Lampedusa |
| 2  | Cagliari, Sardinien                          | 22. September 2013               | Pastoralbesuch |
| 3  | Assisi, Umbrien                              | 4. Oktober 2013                  | Pastoralbesuch |
| 4  | Cassano all’Ionio, Kalabrien                 | 21. Juni 2014                    | Pastoralbesuch |
| 5  | Molise                                       | 5. Juli 2014                     | Pastoralbesuch in den Diözesen Campobasso-Boiano und Isernia-Venafro |
| 6  | Caserta, Kampanien                           | 26. Juli 2014                    | Pastoralbesuch |
| 7  | Fogliano Redipuglia, Friaul-Julisch Venetien | 13. September 2014               | Gedenkfeier unter Vorsitz von Papst Franziskus an der Kriegsgedenkstätte in Redipuglia zum hundertsten Jahrestag des Ausbruchs des Ersten Weltkriegs |
| 8  | Pompeji und Neapel, Kampanien                | 21. März 2015                    | Pastoralbesuch |
| 9  | Turin, Piemont                               | 21. Juni – 22. Juni 2015         | Pastoralbesuch mit Pilgerfahrt zum Turiner Grabtuch und privatem Treffen seiner italienischen Verwandten. Erstmaliger Besuch eines Papstes in der Kirche der Waldenser und Bitte um Vergebung für die erlittene Verfolgung durch die römisch-katholische Kirche. |
| 10 | Prato und Florenz, Toskana                   | 10. November 2015                | Pastoralbesuch aus Anlass der 5. nationalen Tagung der italienischen Kirche |
| 11 | Mailand                                      | 25. März 2017                    | Pastoralbesuch mit Besuch des Stadtviertels Forlanini |
| 12 | Cesena und Bologna                           | 1. Oktober 2017                  | Pastoralbesuch aus Anlass des 300. Geburtstags Papst Pius VI. (Cesena) und des Eucharistischen Diözesankongresses (Bologna) |
| 13 | Pietrelcina und San Giovanni Rotondo         | 17. März 2018                    | Pastoralbesuch aus Anlass des 100. Jahrestags der Stigmatisierung und des 50. Todestags des heiligen Pio von Pietrelcina |
| 14 | Loreto                                       | 25. März 2019                    | Heilige Messe im Heiligen Haus und Abschluss des nachsynodalen Schreibens über die Jugendsynode |
| 15 | Camerino                                     | 16. Juni 2019                    | Besuch des Erdbebengebiets |
| 16 | Neapel                                       | 21. Juni 2019                    | Teilnahme an der Tagung Theologie nach Veritatis Gaudium im Mittelmeerraum der Päpstlichen Theologischen Fakultät Süditaliens |
| 17 | Greccio                                      | 29. November 2019                | Besuch im franziskanischen Heiligtum und Veröffentlichung des Apostolischen Schreibens Admirabile signum über die Weihnachtskrippe |
| 18 | Bari, Apulien                                | 23. Februar 2020                 | Besuch der Konferenz „Friedensgrenze Mittelmeer“ |
| 19 | Assisi, Umbrien                              | 3. Oktober 2020                  | Pastoralbesuch und Unterzeichnung der Enzyklika Fratelli tutti |
| 20 | L’Aquila, Abruzzen                           | 28. August 2022                  | Pastoralbesuch |
| 21 | Assisi, Umbrien                              | 24. September 2022               | Besuch des Wirtschaftsforums „Economy of Francesco“ |
| 22 | Matera, Basilikata                           | 25. September 2022               | Pastoralbesuch |
| 23 | Asti, Piemont                                | 19. November – 20. November 2022 | privater Familienbesuch, öffentliche Feier der Eucharistie in der Kathedrale |
| 24 | Venedig, Venetien                            | 28. April 2024                   | Besuch eines Frauengefängnisses und Feier der heiligen Messe |
| 25 | Verona, Venetien                             | 18. Mai 2024                     | Pastoralbesuch |
| 26 | Triest, Friaul-Julisch Venetien              | 7. Juli 2024                     | Pastoralbesuch anlässlich der 50. Sozialwoche der italienischen Katholiken |